# Ɀ
Ɀ (kleingeschrieben ɀ) ist ein Buchstabe des lateinischen Schriftsystems, bestehend aus einem Z mit heruntergezogenem Schwanz. Der Buchstabe ist seit 1937 schriftlich belegt und wurde von Afrikanisten für den IPA-Laut [zʷ] verwendet. Der Buchstabe war ab 1931 auch in der Shona-Orthografie in Gebrauch, wurde aber mangels Schreibmaschinen mit diesem Buchstaben 1955 abgeschafft und durch den Digraphen zv ersetzt.

## Darstellung auf dem Computer
Der Buchstabe ist in Unicode an den Codepunkten U+2C7F (Großbuchstabe) und U+0240 (Kleinbuchstabe) kodiert.